# Сент-Джозефс (Ньюфаундленд і Лабрадор)
Сент-Джозефс (англ. St. Joseph's) — містечко в Канаді, у провінції Ньюфаундленд і Лабрадор.

## Населення
За даними перепису 2016 року, містечко нараховувало 115 осіб. Середня густина населення становила 3,6 осіб/км².
З офіційних мов обидвома одночасно володіли 5 жителів, тільки англійською — 110.
Працездатне населення становило 44,8% усього населення, рівень безробіття — 46,2% (57,1% серед чоловіків та 33,3% серед жінок). 69,2% осіб були найманими працівниками, а 0% — самозайнятими.

## Клімат
Середня річна температура становить 5,3°C, середня максимальна – 19,2°C, а середня мінімальна – -8,7°C. Середня річна кількість опадів – 1 519 мм.
| Клімат поселення                              | Клімат поселення | Клімат поселення | Клімат поселення | Клімат поселення | Клімат поселення | Клімат поселення | Клімат поселення | Клімат поселення | Клімат поселення | Клімат поселення | Клімат поселення | Клімат поселення | Клімат поселення |
| Показник                                      | Січ.             | Лют.             | Бер.             | Квіт.            | Трав.            | Черв.            | Лип.             | Серп.            | Вер.             | Жовт.            | Лист.            | Груд.            |                  |
| Середній максимум, °C                         | 0,99             | 0,23             | 2,64             | 6,68             | 10,69            | 14,66            | 17,65            | 19,19            | 15,67            | 11,13            | 6,87             | 2,60             |                  |
| Середня температура, °C                       | −3,45            | −4,2             | −1,8             | 2,25             | 6,27             | 10,24            | 14,47            | 16,00            | 12,49            | 7,95             | 3,69             | −0,58            |                  |
| Середній мінімум, °C                          | −7,89            | −8,65            | −6,24            | −2,19            | 1,83             | 5,79             | 11,29            | 12,82            | 9,31             | 4,77             | 0,50             | −3,77            |                  |
| Норма опадів, мм                              | 143              | 126              | 133              | 110              | 107              | 114              | 114              | 111              | 131              | 143              | 143              | 144              |                  |
| Середньомісячна швидкість вітру, м/с          | 8.53             | 7.65             | 7.22             | 6.58             | 5.78             | 5.35             | 5.15             | 5.25             | 5.90             | 6.81             | 7.52             | 8.23             |                  |
| Середньомісячна сонячна радіація, кДж/м²·день | 4002             | 6771             | 10697            | 14039            | 17256            | 19239            | 19008            | 16192            | 12201            | 7362             | 4196             | 3123             |                  |
| --------------------------------------------- | ---------------- | ---------------- | ---------------- | ---------------- | ---------------- | ---------------- | ---------------- | ---------------- | ---------------- | ---------------- | ---------------- | ---------------- | ---------------- |
| Джерело:                                      |                  |                  |                  |                  |                  |                  |                  |                  |                  |                  |                  |                  |                  |